# Perilampus aeneus
Perilampus aeneus är en stekelart som först beskrevs av Rossius 1790.  Perilampus aeneus ingår i släktet Perilampus och familjen gropglanssteklar. Arten är reproducerande i Sverige. Inga underarter finns listade i Catalogue of Life.